# Дивотворні гори
Дивотворні гори (кит.: 灵山) — епічний роман з автобіографічною та фентезійною складовою китайського письменника, лауреата Нобелівської премії з літератури Ґао Сінцзяня.

## Історія створення та стиль
Робота над романом почалася в 1982 році, але закінчений він був лише у вересні 1989 року в Парижі, а опублікований в Тайбеї в 1990 році. Йоран Малмквіст опублікував шведський переклад у 1992 році. А переклад французькою Ноеля і Ліліан Дютру з'явився в 1995. В англійському перекладі назва звучить як «Soul mountain».
У романі оповідач досліджує сільську місцевість і вплив, який здійснила Культурна революція на людей і показує багате внутрішнє життя і гіркий пошук сенсу і значення причини. Текст починається з розповіді від другої особи, розповідаючи, що Ти робить, потім переходить до першої особи. Пізніше з'являється Він і Вона. Кожен з них має власну історію, свої власні почуття і власні причини через які вони вирушили в подорож. «Дивотворні гори» — це неперевершена епічна оповідь, в якій автор може описати звук нічної річки з відмінним відчуттям поетичності. Але при цьому він реалістично описує як красу, так і потворність людей і світу.

## Сюжет
Головному герою діагностували рак легенів. Від того ж захворювання помер його батько. Але насправді він був здоровий. Коли він дізнався про це, лікар просто сказав: «юначе, йдіть і живіть». Так почалася його подорож у чудотворні гори. Заворожений магією і легендами, він зустрічає шамана, який розповідає йому про легендарного мисливця, який лежить мертвий біля своєї рушниці, десь в хатинці, але там не було нікого вже ціле покоління. Потім старий розповідає йому про бандита Сон Гуотае, який тримав у покорі цей регіон, і який загадково зник. Герой зустрічає молоду дівчину, в якої спостерігається суїцидальна поведінка. Від неї відмовилися мачуха і зведений брат, а батькові було на неї начхати. Вона віддалася чоловікові, який обдурив її, і тепер думає про самогубство. Він розповідає романтичну історію про Мамей, яка втекла зі своїм коханцем, відмовившись пошлюбити багатія і про її трагічну загибель, коли вона відчула, що її коханець покинув її. Він приєднується до команди вчених, які займаються проблемами охорони великих панд в горах, і заводить дружбу з ботаніком, який попереджає його про небезпеку подорожі поодинці у віддалених лісах. Він чекав дня, коли зможе піти з іншим вченим, але потім заблукав і запанікував. Він згадує день, коли почав знову вшановувати Будду, коли нове обстеження показало, що у нього немає раку. Це було для нього початком нового життя. Будда зробив для нього чудо.
Потім починається серія вигаданих головним героєм історій. Він розповідає цій дівчині про те, як двоє його братів зґвалтували чаклунку. Але він не став її також ґвалтувати і відпустив. Її знайшли мертвою і тепер його мучить совість, а чаклунка приходить до нього в різних образах. Він відвідав медіума, але вона, побачивши його кпини, відмовилася допомагати йому позбутися прокляття. Потім він розповідає про те, що він нащадок родини, яке займалося розкраданням гробниць. Потім розповідає історію жінки, зґвалтованої вітчимом, коли вона була ще дитиною, а потім одружилася з молодим чоловіком, якого задавило дерево. Вона стала ворожкою і заподіяла багато зла своєму селу. Потім оповідач доходить до озера, оточеного густим лісом, але яке зараз стало природною катастрофою антропологічного характеру, після того, як комуністичний режим загнав тисячі людей на його осушення. З цього моменту історія повертається до молодої дівчини, яка погодилася супроводжувати його в гори, і яка спить з ним тільки для того, щоб насолити своєму хлопцеві, але потім каже, що вперше секс приносить їй задоволення. Вони запитують дорогу на гору в старої жінки, але та каже, що ходити на гору чоловікам забороняється, і що там мешкають тільки чаклунки. «Я» боїться завершення своєї особистості і знаходить розраду в буддизмі. Він сходить з автобуса, коли водій відмовляється їхати далі, і йде в село на звук барабанів. Вона розповідає йому, що втратила цноту з учителем, але потім твердить, що ця історія сталася з кимось іншим. Пара часто розмовляє про секс, особливо про його збочені форми. Лісник організовує для нього екскурсію в гори. В печері йому снитися його отчий дім і його лякає власна тінь. Він відвідує руїни буддійського храму і розповідає історію за історією, повертаючись у них на 500 років тому, коли руїни стали притулком для бандитів, потім у час, коли в цих горах жив учений-даосист, в часи, коли тут правив військовий лідер, і на 50 років тому, коли тут сталася трагічна любовна історія. Вона вимагає, щоб він продовжував розповідати. Він розповідає про фестивалі дракона. Вона тепер одружена жінка, у якої чоловік-алкоголік і син. У нього були стосунки з дояркою, яку він навіть не любив. Інший автобус підвозить його до маленького містечка, де він каже всім, що він письменник і приїхав збирати народні пісні. Дівчина знаходить йому притулок і пропонує йому секс, тільки для того, щоб розповісти, що вона незаймана і їй доведеться в цьому селі дуже туго якщо вона ляже з кимось до шлюбу. Він стримує себе, боячись наслідків, а вона розчаровується. Там була й інша жінка, яка хотіла поневолити його і для цього розігрує криваву сцену. Старий проводжає його до свого села і погоджується провести ритуал екзорцизму і заспівати старих народних пісень. Але його син голова села і його огортає недовіра до людини з диктофоном, який робить записи старих вірувань, заборонених комуністичним режимом. У суїцидальної дівчини нервовий зрив, і вона хоче повернутися до чоловіка, який попросив її руки, і коли вона починає розуміти, що письменник не збирається на ній одружуватися. Вона звинувачує його в спокушенні. Він відчуває недобре і розлучається з нею. Потім задається питанням, чи вона справді існувала, не в змозі відрізнити вигадку від реальності. Потім він підходить до річки Янцзи і починає досліджувати старі імперські руїни, які скоро будуть поховані завдяки новій греблі. Він зауважує, що йому подобається розмовляти з собою і звертатися до «неї» в розмовах. Він відвідує столицю старого царства, на місці, де його бабуся доживала свої останні роки, коли від неї відмовилася сім'я, здавши її в будинок пристарілих. Він зауважує, що він хоче знову повернутися в дитинство. Він повертається у велике місто, де в якості письменника приваблює до себе групу інтелектуалів, але йому цікавіше розповідати про шаманів ніж, про соціальну справедливість. Він знову в лісі, де збереглися народні пісні, і де за словами людей живе «дикий чоловік». Коли він написав книжку про «дикого чоловіка» влада заявила, що це всього лише дисидент, який втік від влади в ліс. Далі розповідається про жінку, колишню модель, яка хоче переспати з ним. Вони говорять про ключі, які вона втратила, але ніби й не втратила (в абсурдистській манері). Він почув від селян, що останній монах-даосист живе в горах, але коли герой знаходить його, той відмовляється говорити. На зворотному шляху він помиляється і панікує. Потім він переходить до історії свого друга юриста і його подружки. Юрист розповідає історію про арешт молодих людей, які влаштували групове заняття сексом. Одна дівчина зізналася в 200 сексуальних стосунках і була засуджена до смерті за втягування інших дівчат у незаконні інтимні стосунки, хоча було не зрозуміло, що в цьому було незаконного. Вони наймають човен. Старий, який веде човен співає пісню, що збуджує їх, а дівчину і сексуально, але вони просто тримаються за руки. Він спить в буддистському монастирі і насолоджується гонгами і дзвоном під час молитов посеред ночі. У розділі 72 він доводить, що його роман справді роман, а не шляхові записки або роздуми. Він добирається до східного берега Китаю та міста Шанхая. Жінка розповідає йому історію про платонічні відносини зі своєю подругою, яка потрапила у в'язницю за те, що писала щоденник, в якому вихваляла свого батька-дисидента. Дівчина загинула при спробі втекти з в'язниці, після того, як закохалася в чоловіка, який теж там сидів. Він також згадує батька, який жив у Шанхаї і теж втягувався в політику під час Культурної революції. Він також згадує жінку, яка покінчила з собою на пероні. Він повертається в місцевість, покриту снігом. Його переслідують спогади і галюцинації. Його останні слова: «Я не знаю, де я зараз. Я не знаю, де знаходиться ця благодать. Я озираюся навколо себе. Я не розумію, що я нічого не знаю, але все ж я думаю, що розумію все. Речі відбуваються, і весь час за мною щось дивиться. А значить, краще вдати, що я все розумію, навіть якщо не розумію. Але коли я вдаю, що все розумію, все-таки я не розумію нічого. Вся справа в тому, що я не можу нічого зрозуміти. Я нічого не розумію. Ось що відбувається».